# مبارك مرزوق
مبارك مرزوق لاعب كرة قدم كويتي سابق.
و قد كان يلعب مع نادي التضامن الكويتي، وقد سجل الهدف الأول لنادي التضامن الكويتي في نهائي كأس الأمير 1986/1987، وقد توج هداف لتلك البطولة برصيد 4 أهداف.
وهو أخ اللاعب عادل مرزوق.

## روابط خارجية
- مبارك مرزوق على موقع الاتحاد الدولي (مؤرشف)  (الإنجليزية)
- مبارك مرزوق على موقع قاعدة بيانات كرة القدم.إي يو (الإنجليزية)
- مبارك مرزوق على موقع عالم كرة القدم.نت (الإنجليزية)